# Quartier La Réal
Pour les articles homonymes, voir Réal.
Le quartier La Réal  est un des quartiers médiévaux du centre historique de Perpignan.

## Localisation
Le quartier est délimité par la rue Petite-la-Monnaie, la rue des Augustins, la rue de la Fusterie, la rue Emile Zola, la place Jean-Moulin, la Place des Esplanades et la rue des Remparts-la-Réal.
|               | Saint-Jean                  |               |
| Saint-Mathieu | La Réal                     | Saint-Jacques |

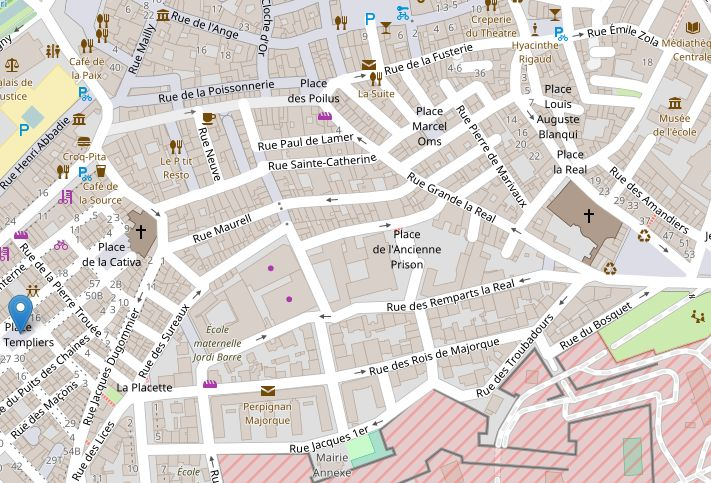
Plan du quartier La Réal

|               | Palais des Rois de Majorque |               |

## Historique
Le quartier La Réal a été loti au XIVe siècle au moment où Perpignan connaît une spectaculaire croissance urbaine et démographique sous l'impulsion des rois de Majorque. Il est inscrit au Secteur sauvegardé de Perpignan depuis 1995.

## Monuments
- Église de la Réal
- Hôtel Pams
- Bourse du travail (1899-1902)
- Couvent Sainte-Claire (XVIe siècle)

## Places et rues
Places
- Place Rigaud
- Place Blanqui
- Place Saint-Sauveur

Rues

## Personnalités du quartier
- Antoinette Belloc (1873-1942) : compositrice née au no 47 de la rue Grande-la-Réal.
- Albert Bausil (1881-1943) : poète et journaliste, il a passé son enfance rue Petite-de-la-Réal (actuel 20 bis)[4].
- Aimé Giral (1895-1915) : joueur de rugby à XV né au no 10 de la rue Grande-la-Réal.

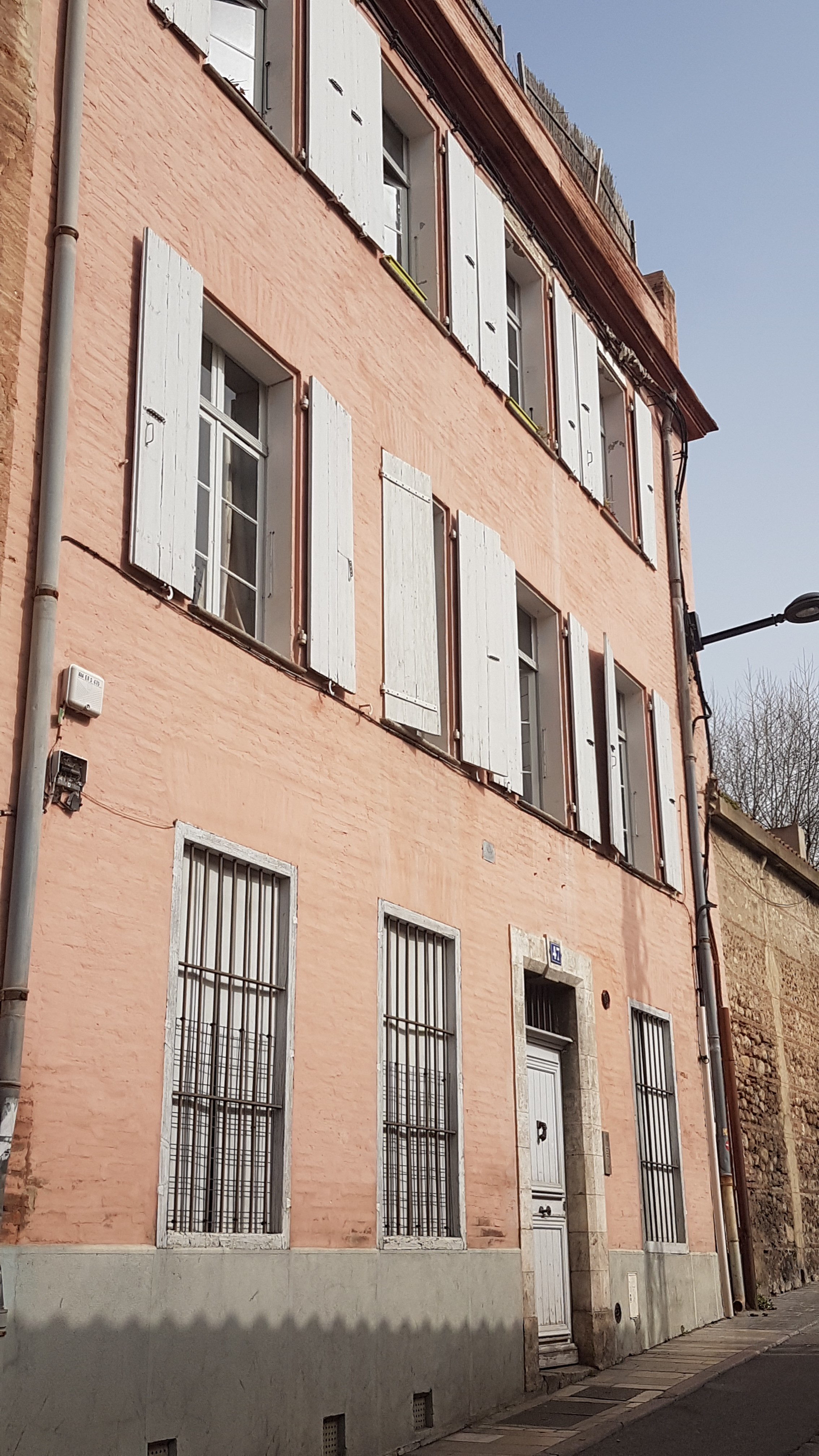
Le no 47 rue Grande-la-Réal
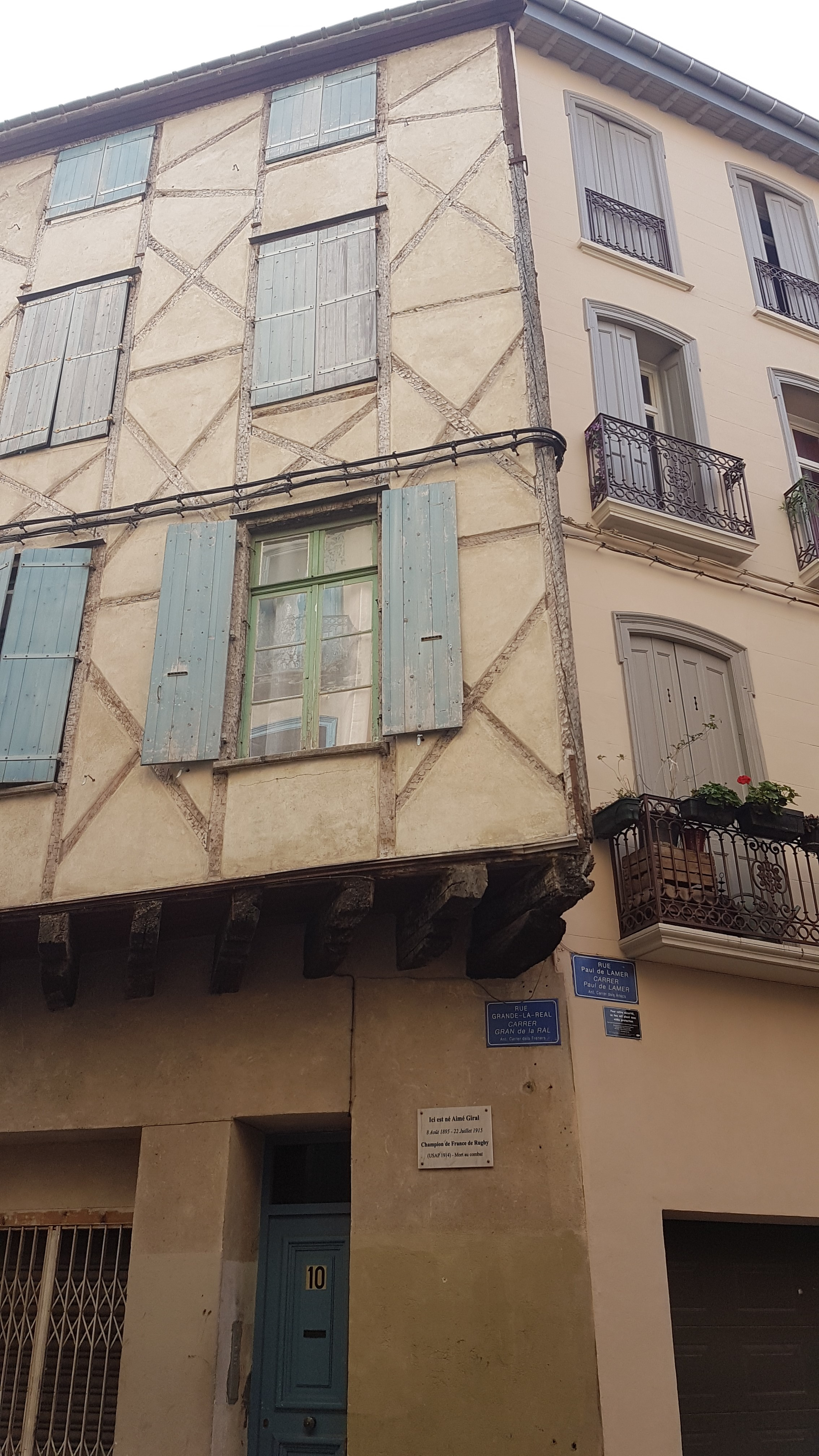
Le no 10 rue Grande-la-Réal
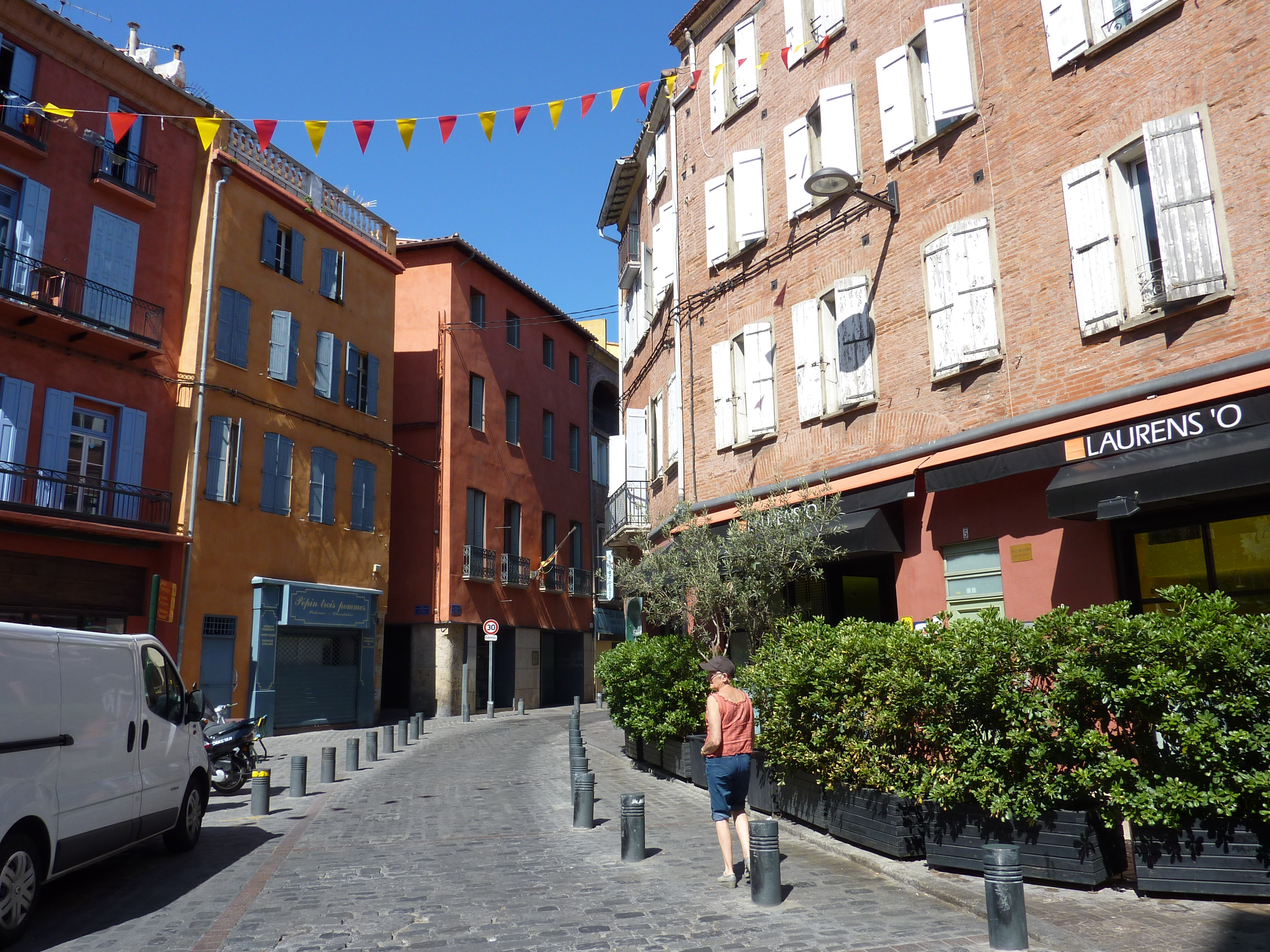

## Représentations dans la littérature et l'art
- Albert Bausil, Pel-Mouchi, Publications de l'Olivier, 2006. Le chapitre VII (« Le chemin de la mariée ») décrit la rue Petite-de-la-Réal à la fin du XIXe siècle.